# Karl Landgrebe
Karl Martin Landgrebe (* 28. Mai 1889 in Hoof; † 13. August 1974 in Herborn) war ein deutscher Komponist, Musikpädagoge an einer Hochschule und nationalsozialistischer Funktionär.

## Leben
Karl Landgrebe erlernte das Volksschullehramt und legte die Kirchenmusikprüfung ab. Zunächst arbeitete er als Pianist und Begleiter. Von 1909 bis 1912 wirkte er als Lehrer und Dirigent in Eisemroth bei Siegbach, dann bis 1919 in Barchfeld. Ab 1921 unterrichtete er am Realgymnasium in Potsdam. In dieser Zeit gründete Landgrebe den Potsdamer Madrigalchor und dirigierte ihn auch auf seinen Konzertreisen. Dann wurde er Dozent an der Musikhochschule Berlin. 1935 übernahm er die Leitung der Hochschule für Musikerziehung und Kirchenmusik (vor 1933 Akademie für Kirchen- und Schulmusik) in Berlin, wo Kirchenmusiker und Schulmusiker ausgebildet wurden. Besonders förderte er die Oratoriumssängerin Adele Stolte, eine Tochter des Pfarrers der Friedenskirche. Er trat zum 1. Mai 1933 der NSDAP bei (Mitgliedsnummer 2.781.341) und wurde zum Reichssachbearbeiter für Musikerziehung im NS-Lehrerbund berufen, eine Art oberster Musiklehrer im Reich. Seine Liederbücher geben NS-Gedankengut wieder. Im Sommer 1936 wurde er durch den Bürgermeister Hans Friedrichs von Potsdam zum Städtischen Musikbeauftragten berufen. Landgrebe war Kantor und Organist in der Friedenskirche von Sanssouci bis 1957. Von 1925 bis 1945 dirigierte er den Potsdamer Männerchor e.V., ab 1947 die Singakademie Potsdam e.V. und andere Chöre in Potsdam. Kurzzeitig geriet er in Schwierigkeiten wegen seiner NS-Nähe. Als Pensionär zog er nach Herborn.
Er komponierte Werke für Blasorchester, Vokalmusik, Kammermusik und schrieb musikpädagogische Literatur.

## Kompositionen

### Werke für Harmonieorchester
- 1939: Präludium
- 1940: Festliche Musik zu einer ländlichen Feier

### Vokalmusik

#### Werke für Chor
- 1933: Roter Adler: Märkisches Liederbuch
- 1937: Potsdamer singen Lieder der Zeit für gemeinsame Feiergestaltung in Potsdam, dem Jahreskreis folgend

### Werke für Klavier
- 1943: Neues Notenbüchlein für die klavierspielende Jugend

### Liederbücher
- 1939: Deutschland singt: Ein Liederbuch für die Berliner Volksschulen (mit: Walter Rein)
- 1941: Der helle Klang: Liederbuch für Mittelschulen

## Schriften
- Neue Wege in der Ausbildung des Privatmusikerziehers. Reichstagung für Musikerzieher an Schulen und Lehrerhochschulen. Org. durch Schulungsamt der Staatlichen Hochschule für Musikerziehung und Kirchenmusik vom 24. bis 29. Januar 1937 in Berlin.